# Marie Levens
Maria Elizabeth (Marie) Levens (13 juli 1950) is een Surinaams politica van de Nationale Partij Suriname (NPS). Van 2000 tot 2005 was ze minister van Buitenlandse Zaken en van 2020 tot medio 2023 minister van Onderwijs, Wetenschap en Cultuur.

## Biografie
Marie Levens is een zuster van dichter en schrijver Alphons Levens. Ze was lange tijd actief binnen de Progressieve Vrouwen Unie (PVU) en een forum van ngo's in Suriname.
Ruim 15 jaar gaf de in Amsterdam opgeleide andragoge Marie Levens leiding aan het Bureau Onderwijsinformatie en Studiefaciliteiten (BOS) van het ministerie van Onderwijs en Volksontwikkeling toen zij begin 1999 te horen kreeg dat zij ontslagen was. Mogelijk had dat te maken met haar weigering om geld beschikbaar te maken voor eerste klas vliegtickets voor een reis van een delegatie naar het buitenland terwijl die reis niets te maken had met projecten van het BOS.
Bij de verkiezingen van 25 mei 2000 won het Nieuw Front (onder andere NPS) en verloren de voormalige regeringspartijen NDP, BVD en KTPI. In het Nieuw Front-kabinet dat in augustus van dat jaar beëdigd werd, trad Marie Levens tot veler verbazing niet aan als minister van Onderwijs, maar als minister van Buitenlandse Zaken van Suriname - de eerste vrouw ooit op die post. Vijf jaar later werd zij opgevolgd door een andere vrouw: Lygia Kraag-Keteldijk.
Voor 2017/2018 werd ze onderscheiden met de Rotary Vocational Excellence Award voor haar inzet voor en de vernieuwing van het onderwijs.
In 2020 trad ze in het kabinet-Santokhi aan als minister, deze keer met de portefeuille van Onderwijs, Wetenschap en Cultuur. Ze deed in maart 2023 afstand van haar post nadat de NPS de coalitie had verlaten. Ze werd ad interim opgevolgd door minister Krishna Mathoera. Ze trad hierna in dienst van het Kabinet van de President.
Marie Levens is een zus van de schrijver Alphons Levens en in de Nederland wonende dichteres Polly Levens.
In december 2023 werd ze onderscheiden tijdens de XVI General Assembly and the Xlll International Seminar of the International Cooperation Group of Brazilian Universaties (GCUB).